# Bifur
Bifur is een Dwerg uit de imaginaire wereld verzonnen door J.R.R. Tolkien.
Bifur komt alleen voor in de Hobbit, waar hij een van de metgezellen was van onder andere Bilbo Balings en Thorin Eikenschild op weg naar de Eenzame Berg. Deze queeste had tot doel om de Draak Smaug van deze berg te verjagen en zo de schatten te bemachtigen die daar lagen opgeslagen. Hij weet het avontuur, inclusief de Slag van Vijf Legers te overleven. Twee andere Dwergen in het gezelschap waren Bofur, zijn broer, en Bombur,zijn neef. Bifur is te herkennen aan zijn zwarte haren en aan een voorwerp dat uit zijn voorhoofd steekt.
Bifurs achtergrond is wat onduidelijk. Hij is geen directe afstammeling van Durin, maar komt wel oorspronkelijk uit Moria. Net zoals veel andere namen die Tolkien aan het Dwergengezelschap in de Hobbit heeft gegeven is de naam Bifur terug te vinden in de poëtische Edda. De meeste dwergennamen en dwergenrunen (Futhark) zijn gebaseerd op de Noorse mythologie.
Dwergen: Balin · Bifur · Bofur · Bombur · Dori · Dwalin · Fíli · Glóin · Kíli · Nori · Óin · Ori · Thorin Eikenschild
Bilbo Balings, een hobbit · Gandalf, een tovenaar